# Sven Demandt
Sven Demandt (né le 13 février 1965 à Cologne) est un ancien joueur et désormais entraîneur de football allemand.

## Palmarès
- Meilleur buteur de la 2. Fußball-Bundesliga : 1989 (35 buts).